# تشارلي ألين (عازف جاز)
تشارلي ألين (بالإنجليزية: Charlie Allen)‏ هو عازف جاز أمريكي، ولد في 25 سبتمبر 1908، وتوفي في 19 نوفمبر 1972.

## وصلات خارجية
- تشارلي ألين على موقع ميوزك برينز (الإنجليزية)
- تشارلي ألين على موقع أول ميوزيك (الإنجليزية)